# Katarzyna Baran
Katarzyna Baran (ur. 8 grudnia 1979 w Warszawie) – polska zawodniczka pięcioboju nowoczesnego, drużynowa wicemistrzyni świata (2001).

## Życiorys
Była zawodniczką CWKS Legia Warszawa. Jej największym sukcesem w karierze było drużynowe wicemistrzostwo świata w 2001 (razem z Pauliną Boenisz i Edytą Małoszyc). W pozostałych startach w mistrzostwach świata zajmowała miejsca: indywidualnie - 26 (2001), 35 (2002), 32 (2003), drużynowo - 8 (2002), w sztafecie - 5 (2001), 9 (2003). Była także mistrzynią świata juniorek w sztafecie (2000) i wicemistrzynią świata juniorek w drużynie (2000).